# 赤い航路
『赤い航路』（あかいこうろ、Bitter Moon）は1992年のフランス・イギリスの恋愛映画。監督はロマン・ポランスキー、出演はピーター・コヨーテ、エマニュエル・セニエ、ヒュー・グラント、クリスティン・スコット・トーマスなど。パスカル・ブリュックネールの小説『Lunes de fiel』を原作としている。

## ストーリー
結婚7年目のイギリス人夫婦・ナイジェルとフィオナは、自分たちの愛を確かめるためにイスタンブール行きの豪華客船で地中海クルージングの旅に出た。その船上でナイジェルは、車椅子のアメリカ人作家・オスカーとその妻のフランス人・ミミに出会う。オスカーはナイジェルに「自分の物語を聞くこと」を求め、ミミとナイジェルを故意に近づける。初秋のパリでの出会い、過激な性生活、オスカーが車椅子を要するに至った出来事と車椅子になってからの生活、婚姻。二人の関係の荒波が語られ、度々のオスカーの抵抗に「私の話を聞くのは君だとミミが選んだ」、「話はまだ終わっていない」と物語を続け聞かせる。ミミもまたナイジェルに「夫の話はうそだ」、「私達の話をする役割は夫だ」、「彼の話はまだ終わっていない」と度々性的にナイジェルをひきつけ、オスカーに近づける。フィオナとナイジェルの関係に不和が生じ、クルーズ船の航路に荒波が立ち、船体はしけに見舞われながら、新年のパーティの日を迎えるのであるが…。

## キャスト
※括弧内は日本語吹替（1998年01月16日放送　テレビ朝日　シネマエクスプレス）
- ナイジェル: ヒュー・グラント（池田秀一）
- フィオナ: クリスティン・スコット・トーマス（山像かおり）
- オスカー: ピーター・コヨーテ（堀勝之祐）
- ミミ: エマニュエル・セニエ（勝生真沙子）
- シン氏: ヴィクター・バナルジー

## 作品の評価
Rotten Tomatoesによれば、35件の評論のうち高評価は63%にあたる22件で、平均点は10点満点中6.2点となっている。
Metacriticによれば、28件の評論のうち、高評価は16件、賛否混在は11件、低評価は1件で、平均点は100点満点中62点となっている。